# Sypniewo (Mazovië)
Sypniewo is een dorp in het Poolse woiwodschap Mazovië, in het district Makowski. De plaats maakt deel uit van de gemeente Sypniewo en telt 480 inwoners.